# Neukirchen-Balbini

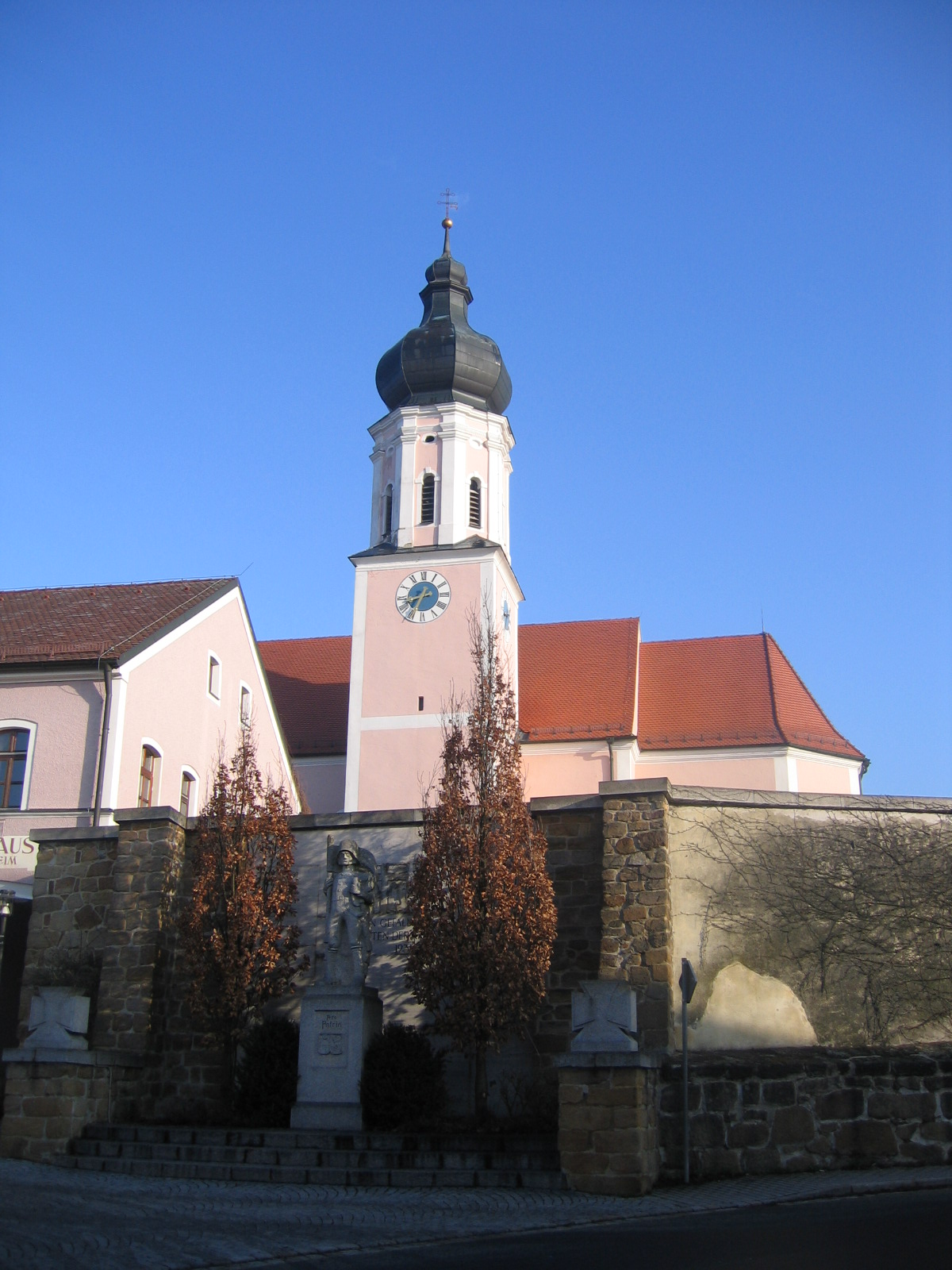
Neukirchen-Balbini

Neukirchen-Balbini este o comună-târg din districtul  Schwandorf, regiunea administrativă Palatinatul Superior, landul Bavaria, Germania.